# كتاب المشروع الازرق

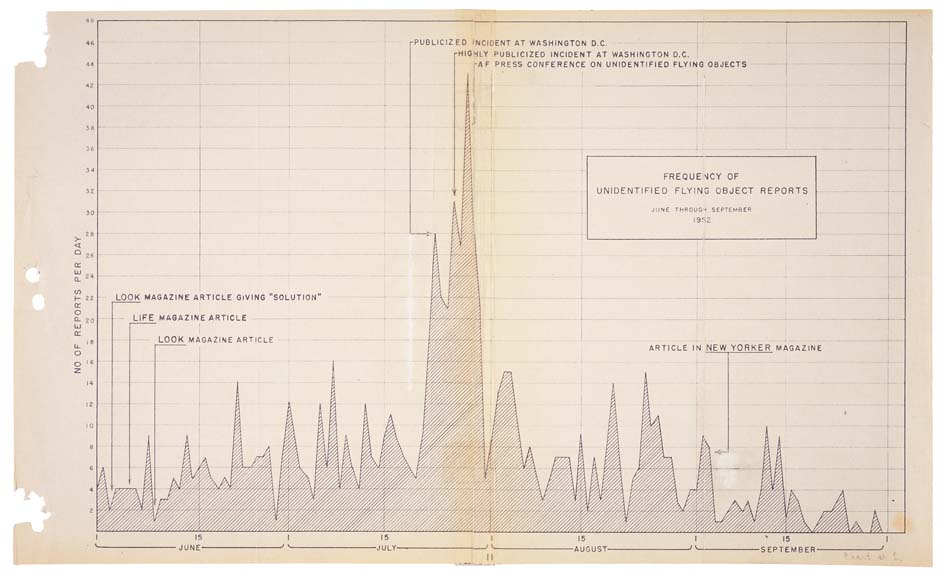

كان مشروع الكتاب الأزرق واحدة من سلسلة من الدراسات المنهجية من الأجسام الطائرة مجهولة الهوية (الجسم الغريب) التي أجرتها القوات الجوية للولايات المتحدة . بدأت في عام 1952 ، وهي الدراسة الثالثة من نوعها، بعد مشروعي Sign (1947) و Grudge (1949). تم إصدار أمر إنهاء للدراسة في ديسمبر 1969 ، وتوقف كل النشاط تحت رعايتها رسميًا في يناير 1970. مشروع الكتاب الأزرق كان له هدفين:
1. تحديد ما إذا كانت الأجسام الغريبة تشكل تهديدا للأمن القومي ، و
2. لتحليل البيانات ذات الصلة بالاجسام الغريبة.

تم جمع الآلاف من تقارير الأجسام الغريبة وتحليلها ورفعها. نتيجة لتقرير كوندون (1968) ، الذي خلص إلى أنه لم يكن هناك شيء شاذ حول الأجسام الغريبة، فحُل مشروع الكتاب الازرق في كانون الأول من عام 1969 بعد التدقيق به من قبل الأكاديمية الوطنية للعلوم.
بحلول الوقت الذي انتهى فيه مشروع الكتاب الازرق، كان قد جمع 12,618 من تقارير الصحون الطائرة، وتوصل إلى أن معظمها كانت عبارة عن تعريف خاطئ للظواهر الطبيعية ( السحب ، النجوم ، إلخ) أو الطائرات التقليدية. وفقًا لمكتب الاستطلاع الوطني ، يمكن تفسير عدد من التقارير برحلات طائرات الاستطلاع السرية السابقة U-2 وA-12 . تم تصنيف نسبة صغيرة من تقارير الجسم الغريب على أنها غير مفسرة، حتى بعد التحليل الصارم. تم أرشفة تقارير الصحون الطائرة وهي متوفرة بموجب قانون حرية المعلومات، ولكن تم تنقيح الأسماء والمعلومات الشخصية الأخرى لجميع الشهود.

## روابط خارجية
- Gen. John Samford Announces Project Blue Book Findings على يوتيوب Gen. John Samford Announces Project Blue Book Findings على يوتيوب
- مشروع الكتاب الأزرق الأرشيف النسخة الإلكترونية من ميكروفيلم مشروع USAF الكتاب الأزرق
- تقرير عن الأجسام الطائرة مجهولة الهوية - إدوارد ج. روبيلت الكتاب على الإنترنت
- مشروع الكتاب الأزرق في غرفة مكتب التحقيقات الفيدرالي FOIA القراءة ملخص للمشروع
- Fold3 Project Blue Book Archive عرض وثائق المشروع الأزرق غير المصنفة من الأرشيف الوطني (NARA) من مجموعة الميكروفيلم الخاصة بهم.
- النشرة الرسمية لسلاح الجو الأمريكي
- مجموعة غير رسمية من وزارة الدفاع من المراجع على شبكة الإنترنت
- 10000 تم جمع تقارير مشروع الكتاب الأزرق على أرشيف الإنترنت
- تقارير فرد مشروع الكتاب الأزرق على أرشيف الإنترنت
- FBI السجلات: المدفن - مشروع الكتاب الأزرق (UFO) في vault.fbi.gov